# Elecciones al Congreso de los Diputados de noviembre de 2019 (Castellón)
Las elecciones al Congreso de los Diputados de 2019 se celebraron en la provincia de Castellón el domingo 10 de noviembre, como parte de las elecciones generales convocadas por Real Decreto dispuesto el 4 de marzo de 2019 y publicado en el Boletín Oficial del Estado el día siguiente. Se eligieron los 5 diputados del Congreso correspondientes a la circunscripción electoral de Castellón, mediante un sistema proporcional (método d'Hondt) con listas cerradas y un umbral electoral del 10%.

## Resultados
Los comicios depararon 2 escaños al Partido Socialista Obrero Español y 1 al Partido Popular, a Vox y a Unidas Podemos
| Candidatura                                           | Candidatura                                           | Votos   | %                                       | Escaños                                 |
| ----------------------------------------------------- | ----------------------------------------------------- | ------- | --------------------------------------- | --------------------------------------- |
|                                                       | Partido Socialista Obrero Español (PSOE)              | 84 078  | 28,77                                   | 2                                       |
|                                                       | Partido Popular (PP)                                  | 70 176  | 24,01                                   | 1                                       |
|                                                       | Vox (VOX)                                             | 54 845  | 18,77                                   | 1                                       |
|                                                       | Unidas Podemos (Podemos-IU-Equo)                      | 39 251  | 13,43                                   | 1                                       |
| Ciudadanos-Partido de la Ciudadanía (Cs)              | Ciudadanos-Partido de la Ciudadanía (Cs)              | 20 302  | 6,95                                    | 0                                       |
| Compromís (Compromís)                                 | Compromís (Compromís)                                 | 18 140  | 6,21                                    | 0                                       |
| Partido Animalista Contra el Maltrato Animal (PACMA)  | Partido Animalista Contra el Maltrato Animal (PACMA)  | 2483    | 0,85                                    | 0                                       |
| Esquerra Republicana del País Valencià (ERPV)         | Esquerra Republicana del País Valencià (ERPV)         | 1106    | 0,38                                    | 0                                       |
| Avant Adelante los Verdes (Avant Adelante los Verdes) | Avant Adelante los Verdes (Avant Adelante los Verdes) | 405     | 0,14                                    | 0                                       |
| Partido Comunista Obrero Español (PCOE)               | Partido Comunista Obrero Español (PCOE)               | 379     | 0,13                                    | 0                                       |
| Por un Mundo más Justo (PUM+J)                        | Por un Mundo más Justo (PUM+J)                        | 370     | 0,13                                    | 0                                       |
| Recortes Cero-Grupo Verde (R0-GV)                     | Recortes Cero-Grupo Verde (R0-GV)                     | 257     | 0,09                                    | 0                                       |
| Partido Comunista de los Pueblos de España (PCPE)     | Partido Comunista de los Pueblos de España (PCPE)     | 194     | 0,07                                    | 0                                       |
| Falange Española de las JONS (FE de las Jons)         | Falange Española de las JONS (FE de las Jons)         | 137     | 0,05                                    | 0                                       |
| AUNA Comunidad Valenciana (AUNA CV)                   | AUNA Comunidad Valenciana (AUNA CV)                   | 104     | 0,04                                    | 0                                       |
| Votos válidos                                         | Votos válidos                                         | 292 231 | 100,00                                  | 5                                       |
| Votos nulos                                           | Votos nulos                                           | 3023    | Participación: · \| \| 70,71 % \| 7,60% | Participación: · \| \| 70,71 % \| 7,60% |
| Votantes                                              | Votantes                                              | 297 492 | Participación: · \| \| 70,71 % \| 7,60% | Participación: · \| \| 70,71 % \| 7,60% |
| Electores                                             | Electores                                             | 420 741 | Participación: · \| \| 70,71 % \| 7,60% | Participación: · \| \| 70,71 % \| 7,60% |
|                                                       | 70,71 %                                               |         |                                         |                                         |

## Diputados electos
Relación de diputados electos:
| N.º | Nombre                | Lista | Lista |
| --- | --------------------- | ----- | ----- |
| 1   | Susana Ros Martínez   |       | PSOE  |
| 2   | Óscar Clavell López   |       | PP    |
| 3   | Alberto Asarta Cuevas |       | VOX   |
| 4   | Germán Renau Martínez |       | PSOE  |
| 5   | Marisa Saavedra Muñoz |       | UP    |